# Rail4Captrain
 (janvier 2013).
Si vous disposez d'ouvrages ou d'articles de référence ou si vous connaissez des sites web de qualité traitant du thème abordé ici, merci de compléter l'article en donnant les références utiles à sa vérifiabilité et en les liant à la section « Notes et références ».

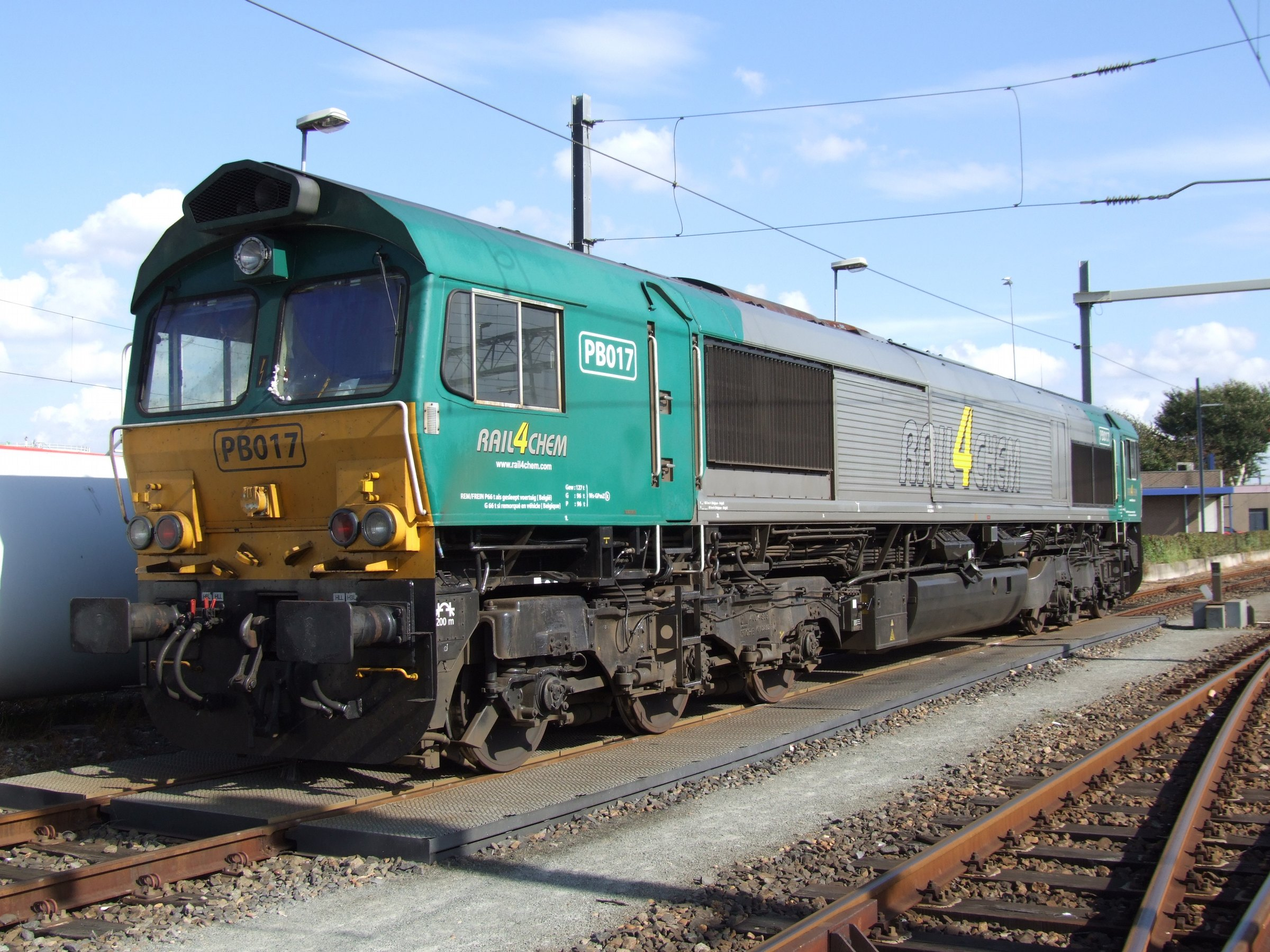
Locomotive aux couleurs de Rail4chem

Rail4Captrain (abreviation R4C), anciennement Rail4Chem,  est un opérateur privé allemand de chemin de fer, dont le siège social est situé à Essen, en Allemagne.

## Histoire
Rail4Chem est issu de la transformation de BASF-Service-Center Schiene en établissement de transport ferroviaire en 1997. Ce n'est qu'en 2001 que l'entreprise prendra le nom de Rail4Chem, formé par l'alliance avec trois autres compagnies spécialistes du transport de liquides et d'autres produits chimiques, le wagonneur VTG et les transporteurs Hoyer de Hambourg, et Bertschi de Suisse, tous des détenant chacun 25 % de la compagnie.
Le « 4 » est un jeu de mots, représentant d'un côté les 4 actionnaires, et par la prononciation anglaise « for » ou « pour », comme dans « rail pour la chimie ».
En février 2008, Rail4Chem fut vendu à Veolia Cargo, où elle est devenue la compagnie la plus importante au sein de Veolia Cargo en Allemagne. La filiale en Benelux fut mise sous administration de la branche française de Veolia Cargo.
Avec l'acquisition de Veolia Cargo en dehors de l'hexagone par la SNCF en 2009, Rail4Chem passait dans le groupe SNCF Logistique, qui après avait réorganisé toutes ses activités ferroviaires hors de France sous le nom Captrain. Rail4Chem (R4C) a changé de nom en 2010 à Rail4Captrain en gardant l'abréviation R4C.

## Organisation
Même si l'activité principale de Rail4Chem se situe en Allemagne, l'entreprise dispose de plusieurs filiales aux Pays-Bas Rail4Chem Benelux, en Suisse Rail4Chem Transalpin, et en Pologne fer Polska, ce dernier conjointement avec la société espagnole Comsa. Rail4Chem est de plus un membre fondateur de l'alliance européenne de Fret ferroviaire European Bulls.